# Literatura LGBT de Argentina
La literatura LGBT de Argentina, entendida como literatura escrita por autores argentinos que involucre tramas o personajes que formen parte o estén relacionadas con la diversidad sexual, tiene una tradición que se remonta al siglo XIX, aunque la aparición de la literatura LGBT como categoría propia dentro de las letras argentinas no tuvo lugar hasta finales de la década de 1950 y principios de la década de 1960, a la par del nacimiento del movimiento a favor de los derechos LGBT en el país.
Las primeras representaciones de relaciones entre personas del mismo sexo en la literatura argentina tuvieron una marcada connotación negativa y eran usadas para ilustrar la idea de supuesta degradación social en las clases populares y como un paradigma antagónico del proyecto de nación que se deseaba promover. La más antigua de estas representaciones tiene lugar en el cuento «El matadero» (1838), de Esteban Echeverría, considerado un clásico de las letras nacionales y donde el sexo entre hombres es usado como metáfora del salvajismo. Durante el resto del siglo XIX y las primeras décadas del siglo XX, las representaciones de personajes homosexuales continuaron siendo negativas y muchas culminaban en tragedia. De entre estas obras destaca la pieza teatral Los invertidos (1914), de José González Castillo, que fue prohibida tras su estreno debido a su temática y que sigue a un hombre burgués que tiene un amante homosexual secreto y que decide suicidarse cuando su esposa se entera de su orientación sexual.
El cuento «La narración de la historia» (1959), de Carlos Correas, marcó un cambio de paradigma al convertirse en la primera obra literaria argentina en que la homosexualidad era mostrada como un rasgo normal del protagonista y no como algo pernicioso. Sin embargo, su publicación fue controvertida y provocó un proceso judicial por supuesta inmoralidad y pornografía, además de una serie de ataques contra el autor y contra la «conjura homosexual/marxista». También en 1959, Silvina Ocampo publicó «Carta perdida en un cajón», primero de sus cuentos en incluir referencias lésbicas. Pocos años después, en 1964, Renato Pellegrini publicó la primera novela LGBT argentina, Asfalto, que narra la historia de un joven homosexual que descubre la subcultura gay de Buenos Aires y que le costó a su autor una condena de cuatro meses de cárcel por el delito de obscenidad.
En la segunda mitad del siglo XX, varios autores argentinos empezaron a incorporar actos o personajes LGBT en tramas con subtexto político sobre el peronismo o las dictaduras militares. La figura más destacada en este ámbito fue Manuel Puig, por ejemplo en la novela The Buenos Aires affair (1973), pero principalmente en El beso de la mujer araña (1976), considerada una de las obras más reconocidas de la literatura LGBT latinoamericana y de las mejores obras en español del siglo XX. En la novela, Puig sigue la historia de Valentín y Molina, un militante revolucionario de izquierda y un homosexual fanático del cine, respectivamente, mientras comparten celda en los tiempos del terrorismo de Estado en Argentina. Otras obras con personajes LGBT o donde actos homosexuales violentos se emplearon como metáfora para abordar temas políticos fueron «La invasión» (1967) de Ricardo Piglia, La boca de la ballena (1973) de Héctor Lastra, y «El niño proletario» (1973) de Osvaldo Lamborghini. Aunque no relacionada con la política, durante esta época también destaca la figura de Alejandra Pizarnik, quien exploró la violencia sexual lésbica en algunas de sus obras.
Durante la última dictadura argentina vieron la luz las dos novelas consideradas como fundacionales de la narrativa lésbica argentina: Monte de Venus (1976), de Reina Roffé, y En breve cárcel (1981), de Sylvia Molloy. La primera transcurre en un colegio y narra la historia de una joven lesbiana que recuenta en grabaciones sus aventuras amorosas y sus vagabundeos por la ciudad, mientras que la segunda sigue a una mujer que escribe su historia desde una habitación en que espera en vano a la mujer que ama. A causa de su temática, ambas se vieron afectadas por la censura. Otra novela lésbica de importancia histórica es Habitaciones, de Emma Barrandéguy, publicada en 2002, pero escrita originalmente en la década de 1950.
La década de 1990 vio la publicación de varias obras LGBT reconocidas, tales como El affair Skeffington (1992) de María Moreno, que cuenta la biografía ficticia de una autora estadounidense que explora su sexualidad tras mudarse a París, Plástico cruel (1992) de José Sbarra, sobre una poeta travesti enamorada de un muchacho del campo, Plata quemada (1997) de Ricardo Piglia, que sigue a una pareja de criminales homosexuales que asaltan un banco y deciden quemar el dinero, y Un año sin amor (1998) de Pablo Pérez, en la que explora su experiencia viviendo con VIH.
Durante el siglo XXI, la literatura LGBT ha ganado mayor visibilidad en Argentina gracias a éxitos comerciales y críticos de la mano de autoras como Gabriela Cabezón Cámara, quien empezó a explorar la diversidad sexual en su novela La Virgen Cabeza (2009) y alcanzó fama internacional con Las aventuras de la China Iron (2017); y Camila Sosa Villada, en particular con su novela Las malas (2019).

## SigloXIX

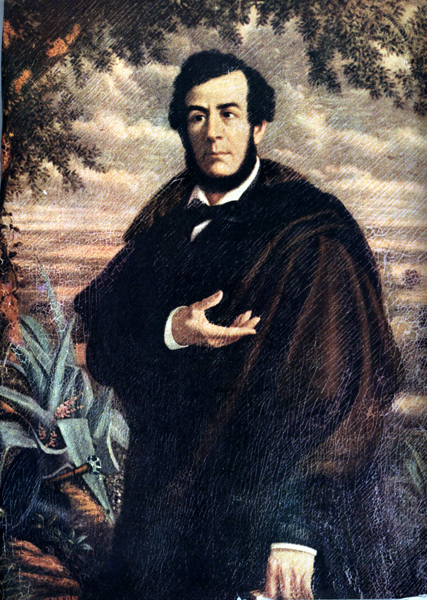
Retrato de Esteban Echeverría, autor de «El matadero» (1838)

Algunos de los textos fundacionales de la literatura argentina dibujaban una contraposición entre los valores considerados como civilizados y los comportamientos que los autores estimaban como negativos para la sociedad, entre ellos el «sexo anormal». En este contexto es escrito «El matadero» (1838), primera obra literaria argentina en que se referencia un acto homosexual. En el cuento, Esteban Echeverría critica al gobierno autoritario de Juan Manuel de Rosas al mostrar a los partidarios federales como hombres sumidos en la barbarie y la violencia que, en el clímax de la historia, capturan a un joven apuesto perteneciente al Partido Unitario, lo amarran y se preparan a violarlo bajo la consigna de: «Abajo los calzones a ese mentecato cajetilla y a nalga pelada denle verga, bien atado sobre la mesa». Sin embargo, el joven unitario prefiere degollarse a sí mismo antes que permitir la transgresión a la hombría que habría significado para él el ser violado, sacrificio empleado por Echeverría para representar en el relato su concepción de valentía y honor.
La idea de usar la violación sexual masculina como forma de tortura entre unitarios y federales no se limitó a «El matadero». En su poema «La refalosa», Hilario Ascasubi describe una situación similar:

Unitario que agarramos
lo estiramos;
o paradito nomás,
por atrás,
lo amarran los compañeros
por supuesto, mazorqueros,
y ligao

con un maniador doblao,
ya queda codo con codo
y desnudito ante todo.
¡Salvajón!
Aquí empieza su aflición.

Otra obra fundacional en que se referencia a la diversidad sexual es La novia del hereje o La inquisición de Lima (1846), novela de Vicente Fidel López que narra la historia de una relación amorosa entre un hombre y una mujer en la Lima colonial. En la obra, el autor describe el mundo de los «maricones», hombres descritos como afeminados y coquetos que se desempeñaban como ayudantes de las mujeres de la alta sociedad. Aunque López se refiere a ellos de forma negativa (afirma que el verlos producía «asco moral» y que su accionar era «repelente»), el texto es notorio por su carácter de testimonio histórico sobre la vida que llevaban los hombres homosexuales en la Lima de la época y la aceptación social de la que gozaban por parte de ciertos sectores sociales. En la novela, una de las fiestas en que participaban los «maricones» es descrita de la siguiente manera:

Cantaba con ellas también un individuo que a los accidentes del trajo masculino reunía circunstancias especialísimas del sexo femenino. Era una especie de término medio indefinible entre la mujer, el muchacho y el hombre, imposible de caracterizar con propiedad. Lo que más sorprendía era que en aquella reunión había otros quince o veinte individuos de este mismo género, que hacían al parecer el papel de mujeres o de apéndice de mujeres por lo menos; siendo probable que esto hubiese dado margen a que se les diese el nombre expresivo de maricones, con que desde entonces eran ya conocidos en Lima los de esta ralea.

### Literatura gauchesca y naturalismo
Aunque no tienen referencias explícitas a actos sexuales o amorosos entre personas del mismo sexo, académicos como Gustavo Geirola y Adrián Melo han identificado elementos homoeróticos en las relaciones de amistad de los protagonistas de obras clásicas de la literatura gauchesca, como Martín Fierro (1872) de José Hernández y Juan Moreira (1879) de Eduardo Gutiérrez. En ambos casos, los protagonistas abandonan a sus esposas y encuentran a hombres con quienes desarrollan una amistad intensa y que se convierten en los únicos receptores de su afecto, Cruz en el caso de Martín Fierro y Julián en el caso de Juan Moreira. La forma en que Gutiérrez describe la relación entre Julián y Moreira tiene un tono marcadamente romántico, como en la escena en que se conocen y Gutiérrez describe cómo sus «miradas se fundieron, por así decirlo, y ambos sonrieron», en un encuentro entre ambos en que tras abrazarse «sus dos almas en una acaso se misturaron», o al contar cómo Moreira podía reconocer la llegada del caballo de su amigo porque «el corazón le avisa cuando es Julián». La reacción de Martín Fierro ante la muerte de Cruz, por su lado, es descrita en términos similares a la de Aquiles ante la muerte de Patroclo, o de la elegía de David a la muerte de Jonatán.
Las últimas décadas del siglo XIX vieron la aparición de una ola de novelas de corte naturalista que posicionaban la idea de que la depravación y la criminalidad estaban intrínsecamente relacionadas con las clases sociales bajas y los extranjeros que llegaron durante la Gran inmigración europea en Argentina. Uno de los autores que más se centró en el tema fue Eugenio Cambaceres, entre cuyas obras destaca la novela En la sangre (1887), donde narra la vida de un muchacho hijo de migrantes llamado Genaro y hace uso de actos homosexuales para ejemplarizar la supuesta corrupción del protagonista. Específicamente, Cambaceres describe al líder del grupo de amigos varones de Genaro como «cínico y depravado como un viejo» e indica que solían jugar a «los hombres y las mujeres», juego en que los muchachos más grandes tomaban el papel de hombres, los más pequeños el de mujeres, y se revolcaban de a dos en el suelo mientras «ensayaban a imitar el ejemplo de sus padres». Otra novela naturalista en que la homosexualidad es usada para dibujar un retrato negativo de un personaje es La bolsa (1891), de Julián Martel, obra en que la cara de un inmigrante judío es descrita como «antipática y afeminada» y más tarde se sugiere que tiene una relación amorosa con un muchacho judío más joven.

## SigloXX

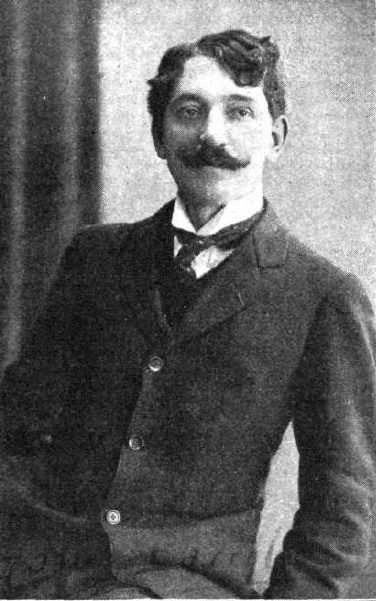
Enrique Gómez Carrillo, autor del cuento «Marta y Hortensia» (1900).

Con la llegada del siglo XX apareció una de las primeras representaciones de amor lésbico en las letras argentinas, el cuento «Marta y Hortensia», de autoría del escritor guatemalteco nacionalizado argentino Enrique Gómez Carrillo y publicado en su libro Almas y cerebros: historias sentimentales, intimidades parisienses, etc (1900). El relato, cuya trama referencia a la novela La muchacha de los ojos de oro (1835) de Honoré de Balzac, sigue la historia de un hombre que descubre que su esposa y su hermana han iniciado un romance secreto. Aunque el hecho lo llena de rabia, finalmente decide no confrontarlas.
Pocos años después fue el estreno de la última gran obra argentina de estilo naturalista, la pieza teatral Los invertidos (1914), escrita por José González Castillo y donde las sexualidades diversas vuelven a aparecer como símbolo de corrupción social; aunque, a diferencia de las novelas de finales del siglo XIX, la homosexualidad pasa a ser una perversión de las clases burguesas en lugar de la clase baja. La trama de la obra, que inicia con la lectura de un caso clínico sobre el asesinato de un hombre a manos de su amante «invertido sexual», cuenta la historia del doctor Flórez, un hombre de clase alta, con hijos, casado con una mujer llamada Clara y que tiene una vida secreta y un romance con un hombre apellidado Pérez. Cuando Clara va al departamento de Pérez, lugar donde se reunía la «cofradía» de homosexuales, descubre la orientación sexual de su esposo y, más tarde, al verlo besarse con Pérez, asesina a este último. Luego le da el arma a Flórez para que se suicide y de ese modo «limpie la sangre de su descendencia», hecho que él lleva a cabo.
Debido a su temática, Los invertidos fue una obra controversial y fue prohibida por el intendente de policía por «alterar la moral y las buenas costumbres». A pesar de que el final de la obra se acopla a la tendencia de la época de presentar finales trágicos para personajes homosexuales como forma de castigo, la pieza es considerada precursora del teatro LGBT argentino, así como del travestismo artístico local, y continuó siendo representada en teatros en décadas siguientes. Respecto a la controversia que causó su estreno, González Castillo aseveró como descargo que su intención era «inspirar repugnancia por esos tristes individuos». Esta actitud negativa puede verse en la obra, donde el autor afirma en referencia a los homosexuales, en boca de Flórez:

Por lo general son individuos normales, aún más, vigorosos, varoniles, jóvenes (...) Individuos dotados de todas las cualidades viriles del hombre común, pero en quienes, precisamente, ejerce un atractivo poderoso la superioridad varonil física o moral de otro congénere... Y cuando están bajo la acción del momento que llamaremos crítico, en la noche especialmente, se convierten en mujeres, en menos que mujeres, con todas sus rarezas, con todos sus caprichos, y sus pasiones, como si en ese instante se operara en su naturaleza una transmutación maravillosa y monstruosa... ¡Es la voz de los ancestros, el grito del vicio, el llamamiento imperioso de la decadencia genésica, heredados en un organismo decrépito y gastado en su propio origen por la obra de un pasado de miserias materiales y anímicas!

Durante los años siguientes, continuó siendo común que los personajes homosexuales en la literatura argentina encontraran finales violentos, muchas veces a través del suicidio, o que no pudieran expresar sus deseos. En su novela El juguete rabioso (1926), Roberto Arlt incluye el personaje de Tristán, descrito como un marica de «sonrisa mentirosa», «medias femeninas» y complexión delgada, que «se hizo así» por la influencia de un profesor que lo vestía de mujer y que se había suicidado tiempo atrás. Tristán, que en las relaciones sexuales tomaba un rol sumiso, reniega de su condición masculina y sueña con ser una mujer: «¿Por qué no habré nacido mujer en vez de ser un degenerado...? (…) si yo pudiera daría toda mi plata para ser mujer». Otro ejemplo ocurre en algunas obras de Manuel Mujica Lainez, en particular en un cuento del libro Aquí vivieron. Historia de una quinta de San Isidro (1583-1924) (1949), donde un muchacho se enamora de su primo y juntos descubren un tesoro, pero luego pelea con él hasta la muerte cuando se entera de que él se estaba viendo con una muchacha, o en la novela El unicornio (1965), donde un hada enamorada de un hombre del siglo XII llamado Aiol le pide a su madre un cuerpo para poder estar con su amado, pero recibe un cuerpo masculino, por lo que debe callar la pasión hacia su amado.

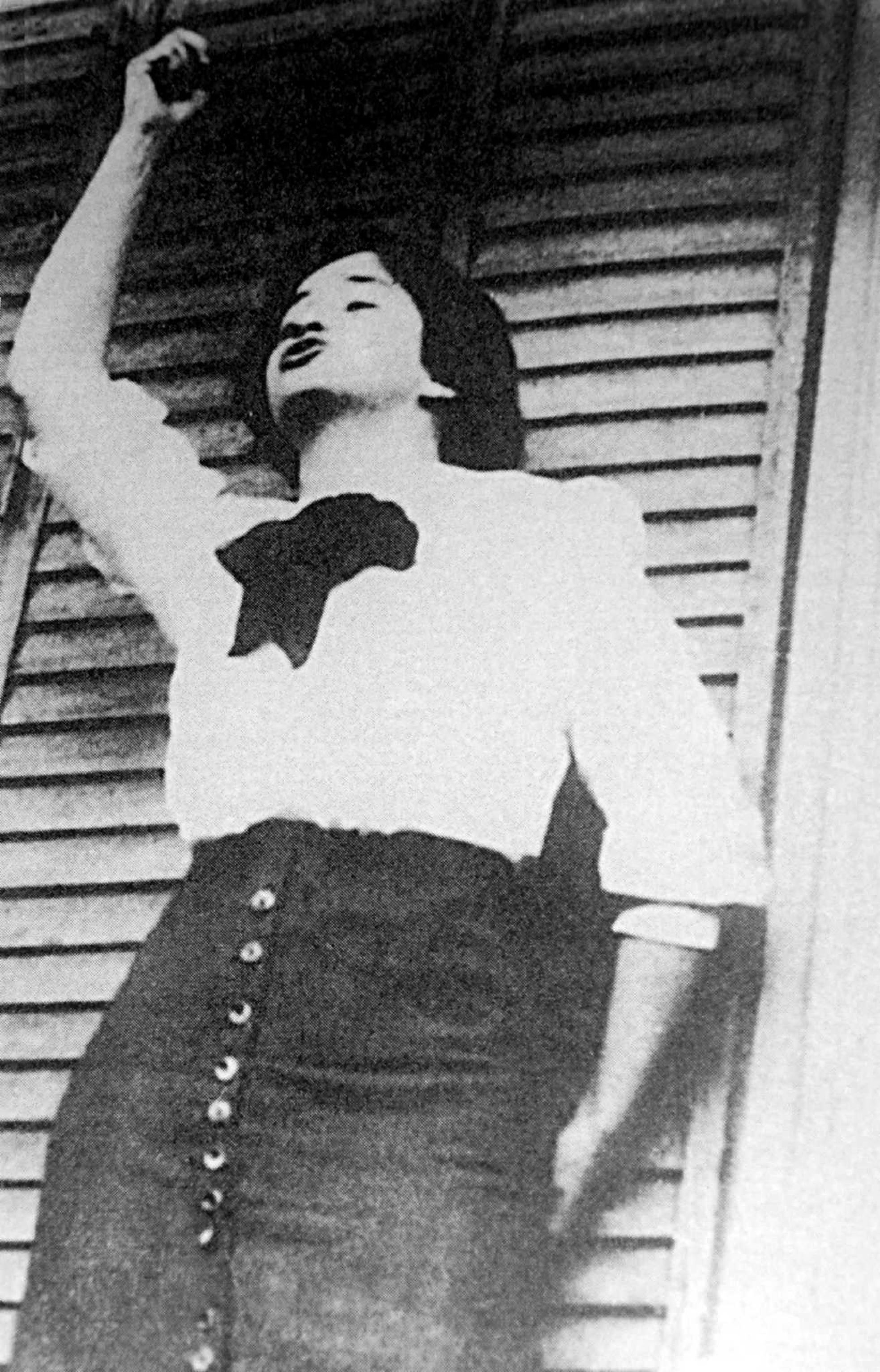
Salvadora Medina en 1915.

A diferencia de los personajes LGBT masculinos, las representaciones lésbicas de la época no terminaban con la muerte de sus personajes. Un ejemplo temprano es el relato «El quinto», incluido en el libro La casa de enfrente (1926) de la escritora bisexual Salvadora Medina Onrubia, donde la autora describe con detalle el deseo sensual de la protagonista por otra mujer, aunque nunca se atreve a confesárselo. También se puede mencionar a la novela El derecho de matar (1933) de Raúl Barón Biza, cuya trama cuenta con un clímax similar al del cuento «Marta y Hortensia» (1900), en que el protagonista descubre una relación amorosa secreta entre su esposa y su hermana, y aunque en un principio piensa en asesinarlas, finalmente opta por suicidarse.
Otra figura destacada de la época es Witold Gombrowicz, escritor polaco radicado en Argentina y considerado pionero en la literatura LGBT del país, principalmente en sus Diarios, donde describe con lenguaje erótico a los jóvenes de clase baja que encontraba en sus paseos por Buenos Aires, y en su novela autobiográfica Transatlántico (1953), que sigue al «Puto» Gonzalo e incluye descripciones detalladas de sus intentos por encontrar muchachos a los cuales seducir para tener sexo, muchas veces ofreciéndoles dinero.

### Cambio de paradigma: 1959-1964

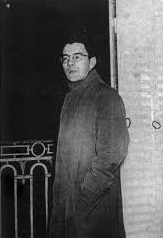
Carlos Correas en 1959.

El cambio de paradigma en cuanto a la representación de la homosexualidad en la literatura inició en 1959 con la publicación del relato «La narración de la historia», de Carlos Correas, primera obra argentina en que la homosexualidad se mostró de forma natural y no como algo pernicioso. En el cuento, un muchacho homosexual universitario llamado Ernesto tiene un encuentro sexual con un joven proletario al que conoce en la estación de trenes de Constitución. Aunque en un principio planea volver a encontrarse con él, finalmente lo deja plantado y decide volver a la seguridad de su clase social al tener relaciones sexuales con un muchacho igual de burgués que él. La publicación del cuento produjo escándalo y llevó a ataques contra Correas por supuesta «conjura homosexual/marxista» y a un proceso judicial en su contra por inmoralidad y pornografía, con una condena suspensa de seis meses de cárcel.
También en 1959, la escritora Silvina Ocampo publicó el cuento «Carta perdida en un cajón», como parte del libro La furia, que narra la pasión de la protagonista por una mujer llamada Alba Cristián. Un hecho notorio es que el principio del cuento evita incluir pronombres o terminaciones gramaticales que permitan descubrir el género de la persona amada por la protagonista, que además describe su pasión en términos intensos, como se puede apreciar en el siguiente fragmento:

Pensar de la noche a la mañana en tus ojos, en tu pelo, en tu boca, en tu voz, en esa manera de caminar que tienes, me incapacita para cualquier trabajo. A veces, al oír pronunciar tu nombre mi corazón deja de latir (...) Aquel día, en casa de nuestros amigos, al verte, una trémula nube envolvió mi nuca, mi cuerpo se cubrió de escalofríos (...) sentí vértigo, náuseas...

Otro hito en la literatura LGBT argentina tuvo lugar en 1964, con la publicación por parte del escritor Renato Pellegrini de la obra Asfalto, considerada la primera novela LGBT argentina. La trama de esta obra sigue en primera persona la historia de Eduardo Ales, un joven homosexual de 17 años que se muda a Buenos Aires luego de ser expulsado del colegio y que poco a poco descubre la subcultura gay de la ciudad. Debido a la temática de la novela, Pellegrini fue condenado a cuatro meses de prisión por el delito de obscenidad durante la dictadura de Juan Carlos Onganía. Algunos académicos, entre ellos Adrán Melo, consideran a Siranger (1957), otra obra de Pelligrini, como la primera novela LGBT argentina en lugar de Asfalto. Sin embargo, en el caso de Siranger, el protagonista, un joven llamado Gerardo Leni que también se muda a Buenos Aires, reacciona con vergüenza y culpa ante sus deseos homoeróticos y la obra culmina con un final trágico que involucra un suicidio doble, mientras que Asfalto fue la primera en que la homosexualidad del protagonista es abordada sin sentimientos de vergüenza y de forma abierta.

### Homosexualidad en obras políticas: 1960-1976
La situación política del país durante las décadas de 1960 y 1970 en relación con el peronismo y las dictaduras militares se vio reflejada en varias obras literarias de la época. Algunas de ellas, al igual que en su momento hizo «El matadero» (1838), utilizaron la imagen de la violación sexual como símbolo de la barbarie y la percepción de conflicto entre clases sociales. Un ejemplo tiene lugar en la novela Los premios (1960), de Julio Cortázar, donde un joven comparado con Adonis es violado por un marinero extranjero con un tatuaje de un águila, en una aparente referencia al rapto de Ganimedes. En La boca de la ballena (1973), de Héctor Lastra, un joven de clase alta se enamora de un muchacho proletario llamado Pedro durante los últimos años del segundo gobierno de Juan Domingo Perón. Luego del golpe de Estado que derroca al presidente, Pedro muere en un incendio, por lo que el protagonista se deja violar por un vagabundo ante la imposibilidad de haber podido realizar su amor a causa de la separación de clases sociales.
Otro caso de violación tiene lugar en el relato «El niño proletario» (1973) de Osvaldo Lamborghini, donde un niño de clase social baja es brutalmente violado y torturado por tres niños burgueses, metáfora para representar la explotación de las clases populares a manos de las élites económicas.

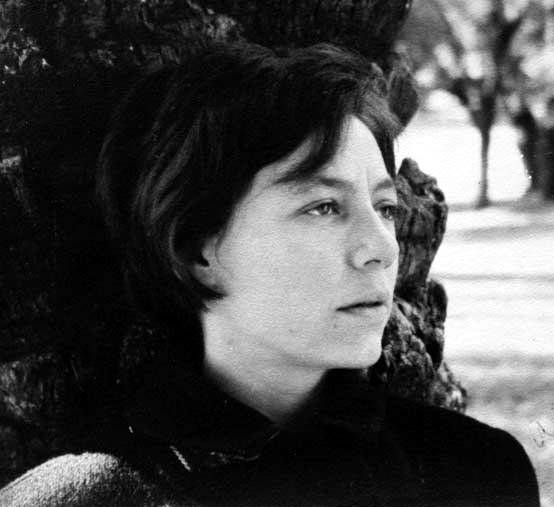
Alejandra Pizarnik en 1967.

Aunque su escritura no es tradicionalmente catalogada como política, la poeta bisexual Alejandra Pizarnik exploró la violencia sexual en el contexto de relaciones entre mujeres en algunas obras publicadas en estos años, como ocurre en «Violario» (1965), relato en el que recuenta una ocasión en que una mujer intentó violarla durante un velorio. Más conocida entre las obras de Pizarnik es «La condesa sangrienta» (1966), texto que mezcla poesía, prosa y crítica literaria para narrar de forma explícita la leyenda sobre las torturas y abusos sexuales cometidos por la condesa húngara Erzsébet Báthory en contra de las jovencitas que capturaba.
De vuelta a la política, la presencia del peronismo en la literatura LGBT puede constatarse en obras de autores como Ricardo Piglia, en particular en su cuento «La invasión» (1967), que se desarrolla en un cuartel militar (metáfora de la Argentina de la época) en el que un hombre corpulento llamado Celaya, símbolo de Perón, es acompañado por un «morochito», representante de las clases populares, que hace todo lo que el primero le pide. Durante la noche, el protagonista del relato, un soldado conscripto llamado Renzi que aparece en otras obras de Piglia, descubre horrorizado que la sumisión del «morochito» hacia Celaya era también sexual:

El morocho se había quitado la ropa(...) Al lado de Celaya, alto, macizo, el cuerpo del morocho se diluía, pálido(...) Cuando Renzi comprendió hacía rato que el morocho acariciaba la nuca de Celaya. Las manos se deslizaban por el cuello, subían hasta el nacimiento de las orejas, bajaban por el pecho y empezaban a desprenderle el pantalón. Desde el piso, Renzi ve el mentón del morocho, los labios jugueteando con las tetillas, en el cuello, en la boca de Celaya; los dos cuerpos se abrazaban, tirados en el colchón como si lucharan; el cuerpo del morocho es un arco, Celaya está encorvado sobre él, los gemidos y las voces se entreveran, los dos cuerpos se hamacan y los quejidos y la voz quebrada de Celaya se mezclan, son un solo jadeo violento.

El peronismo también tiene un papel trágico en Sergio (1976), primera novela explícitamente LGBT de Manuel Mujica Lainez, donde el protagonista, quien inicia un triángulo amoroso con dos hermanos (un hombre y una mujer), es asesinado junto a su amante durante la llegada de un líder político popular que se presume que se trata de Perón. Las normas morales durante la dictadura argentina, por otro lado, fueron abordadas en novelas como Ay de mí, Jonathan (1976), de Carlos Arcidiácono, que explora la vida del protagonista, un hombre homosexual de 46 años a su paso por la subcultura gay de Buenos Aires, los recuerdos de sus decepciones amorosas y la espera por un encuentro con un joven llamado Miguel que lo dejó prendado.
La figura de Eva Perón también produjo una gran fascinación para autores gais, entre ellos Copi y Néstor Perlongher, quienes escribieron obras como la pieza teatral Eva Perón (1970) y el cuento «Evita vive» (1975), respectivamente, en que abordaron en detalle a la política. Adicionalmente, Copi exploró la homosexualidad masculina en varias de sus novelas, como El baile de las locas (1977) y La guerra de las mariconas (1982), ambas escritas en francés; mientras que Perlongher lo hizo desde el exilio en poemas y ensayos, donde describía en detalle sus experiencias sexuales.

### Surgimiento de Manuel Puig

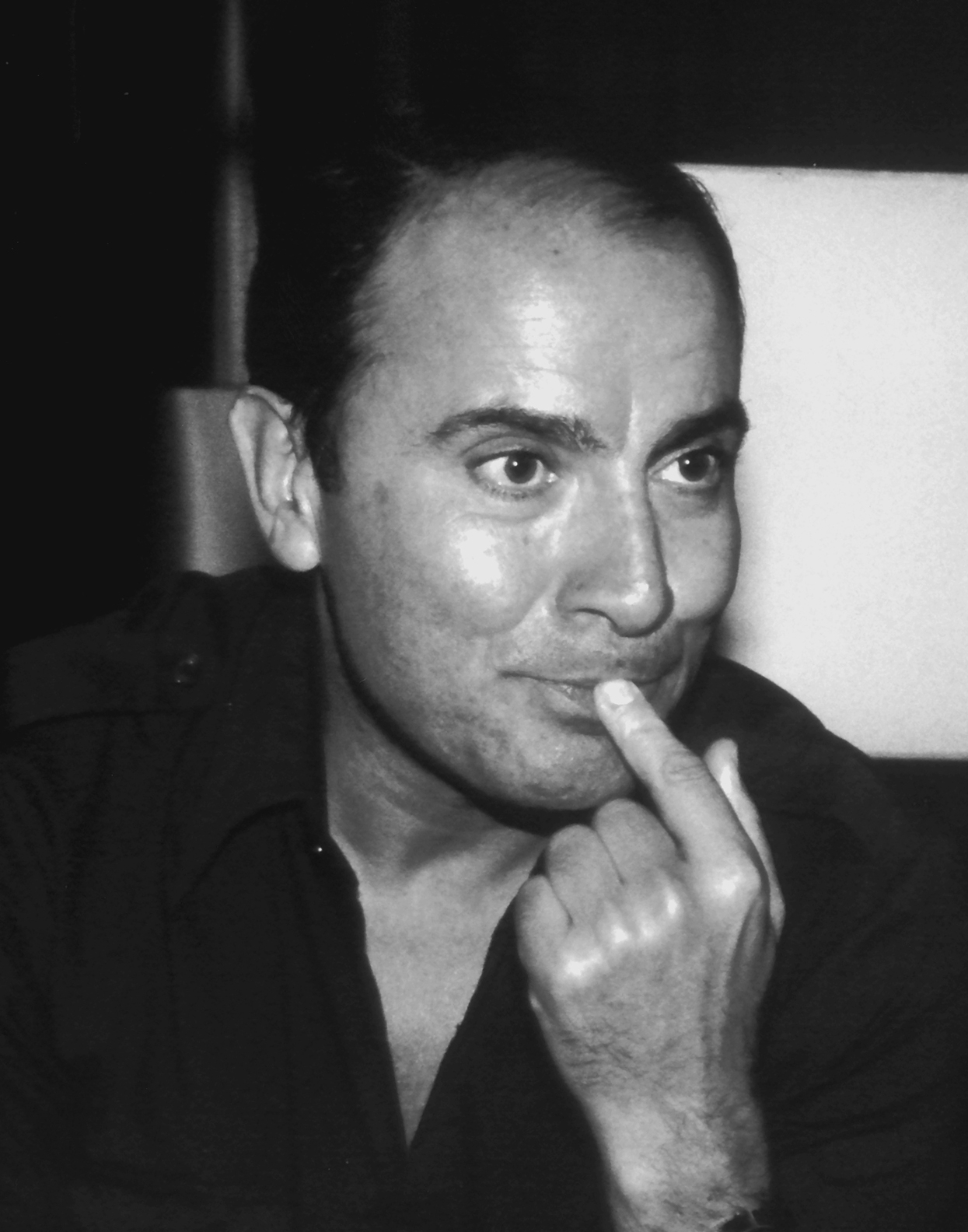
Manuel Puig en 1979.

A finales de la década de 1960 inició su carrera literaria Manuel Puig, considerado uno de los más grandes escritores latinoamericanos de su época y quien hablaba de forma pública de su atracción hacia personas de su mismo sexo. En su primera novela, La traición de Rita Hayworth (1968), Puig incluye aspectos autobiográficos para contar la historia de Toto, un niño que crece en un pueblo en las pampas y se siente «distinto» a sus compañeros, quienes pronto comienzan a injuriarlo con acusaciones de ser homosexual. Más explícita en la temática fue The Buenos Aires affair (1973), donde uno de los protagonistas, un hombre con problemas de ira y con deseos reprimidos llamado Leopoldo Druscóvich, asesina a un hombre luego de violarlo en un terreno baldío. Un tema importante en la novela es la construcción de la masculinidad durante los años formativos de Leopoldo, quien es además una metáfora de la violencia política de la época. A causa de incluir escenas «obscenas» y de represión política, la obra fue censurada y Puig entró a la lista negra del gobierno.
En 1976, Puig publicó la novela El beso de la mujer araña, considerada una de las obras LGBT más reconocidas de Latinoamérica y una de las mejores obras en español del siglo XX. La obra transcurre en 1975 y sigue la historia de dos hombres que comparten celda en una prisión de Buenos Aires: Valentín, un militante revolucionario de izquierda, y Molina, un hombre homosexual fanático de las películas clásicas de Hollywood. El personaje de Molina significó un punto de quiebre en cuanto a la representación literaria de los personajes «maricas», pues de ser considerados blandos y objeto de burla, Puig mostró una «marica» protagonista que se convierte en la heroína de la historia. La trama de la obra se desarrolla por medio de los diálogos de los dos personajes, que entablan una amistad que posteriormente desemboca en un romance. Desde un punto de vista simbólico, la cárcel en que se desarrolla El beso de la mujer araña representa a la Argentina bajo el terrorismo de Estado, mientras que Valentín y Molina representan la relación entre la izquierda y la homosexualidad y su necesidad de aprender a convivir.

### Primeras novelas lésbicas: 1976-1981

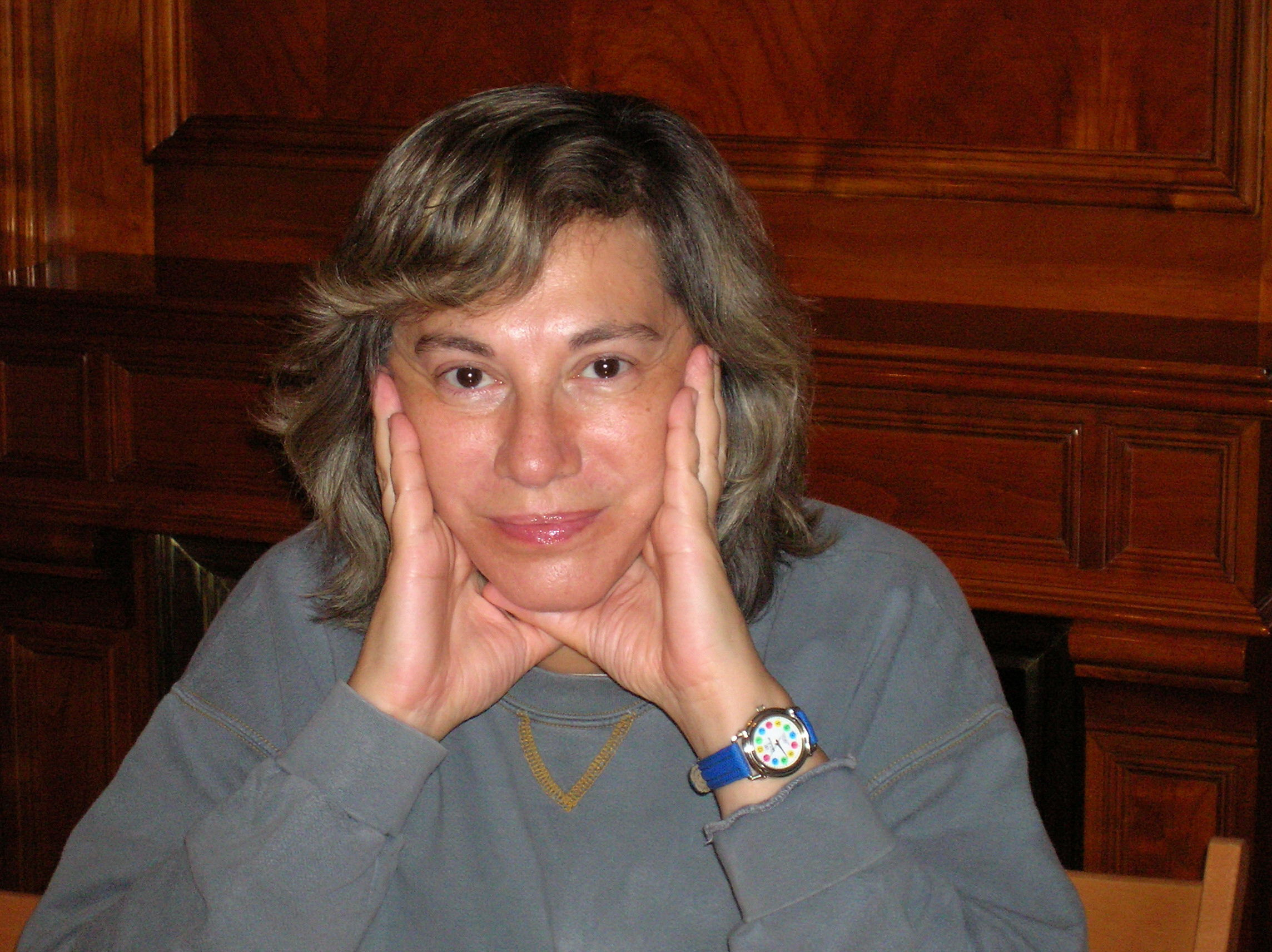
Reina Roffé, autora de la novela Monte de Venus (1976).

La instauración de la última dictadura militar argentina, que se extendió de 1976 a 1983, se caracterizó por la censura a libros que no tuvieran un mensaje «occidental y cristiano», por la que muchas obras con personajes o temáticas LGBT fueron prohibidas. Coincidentemente, durante este periodo aparecieron las dos novelas consideradas como fundacionales de la narrativa lésbica argentina: Monte de Venus (1976), de Reina Roffé, y En breve cárcel (1981), de Sylvia Molloy. Ambas se vieron afectadas por la censura del régimen militar.
Monte de Venus es una novela de aprendizaje que transcurre en un colegio nocturno y que sigue la historia de Julia Grande, una joven lesbiana descrita como masculina que recuenta por medio de grabaciones sus aventuras amorosas y sus vagabundeos por la ciudad. Estas grabaciones inician a pedido de su profesora de literatura, a quien ella ama y quien le ha prometido escribir un libro contando su historia. Sin embargo, Julia es posteriormente traicionada por su profesora, por lo que al final de la novela decide ella misma escribir su propia historia. De forma paralela a las grabaciones, la novela intercala capítulos que reconstruyen la vida de las demás alumnas y mujeres en el Buenos Aires de la época, incluyendo aspectos políticos. Debido a su temática, la obra fue censurada a los pocos días de su publicación.
Aunque En breve cárcel (1981), de la escritora Sylvia Molloy, fue publicada cinco años después que Monte de Venus, suele ser considerada la novela argentina pionera en la literatura lésbica debido a que la rápida censura que sufrió la novela de Roffé la sumió por muchos años en el olvido. En breve cárcel se publicó en España luego de que editoriales argentinas la rechazaran ante la amenaza de ser censurada. La trama de la obra sigue a una mujer que escribe su historia desde una habitación en que espera en vano la llegada de Renata, la mujer que ama. Posteriormente, la protagonista recuenta el triángulo amoroso entre ella, Renata y la antigua amante de ambas, Vera. Al momento de su aparición, varias reseñas locales evitaron hablar directamente sobre la temática homosexual de la novela, a la que aludieron con referencias indirectas a Safo de Lesbos o a Lawrence Durrell.

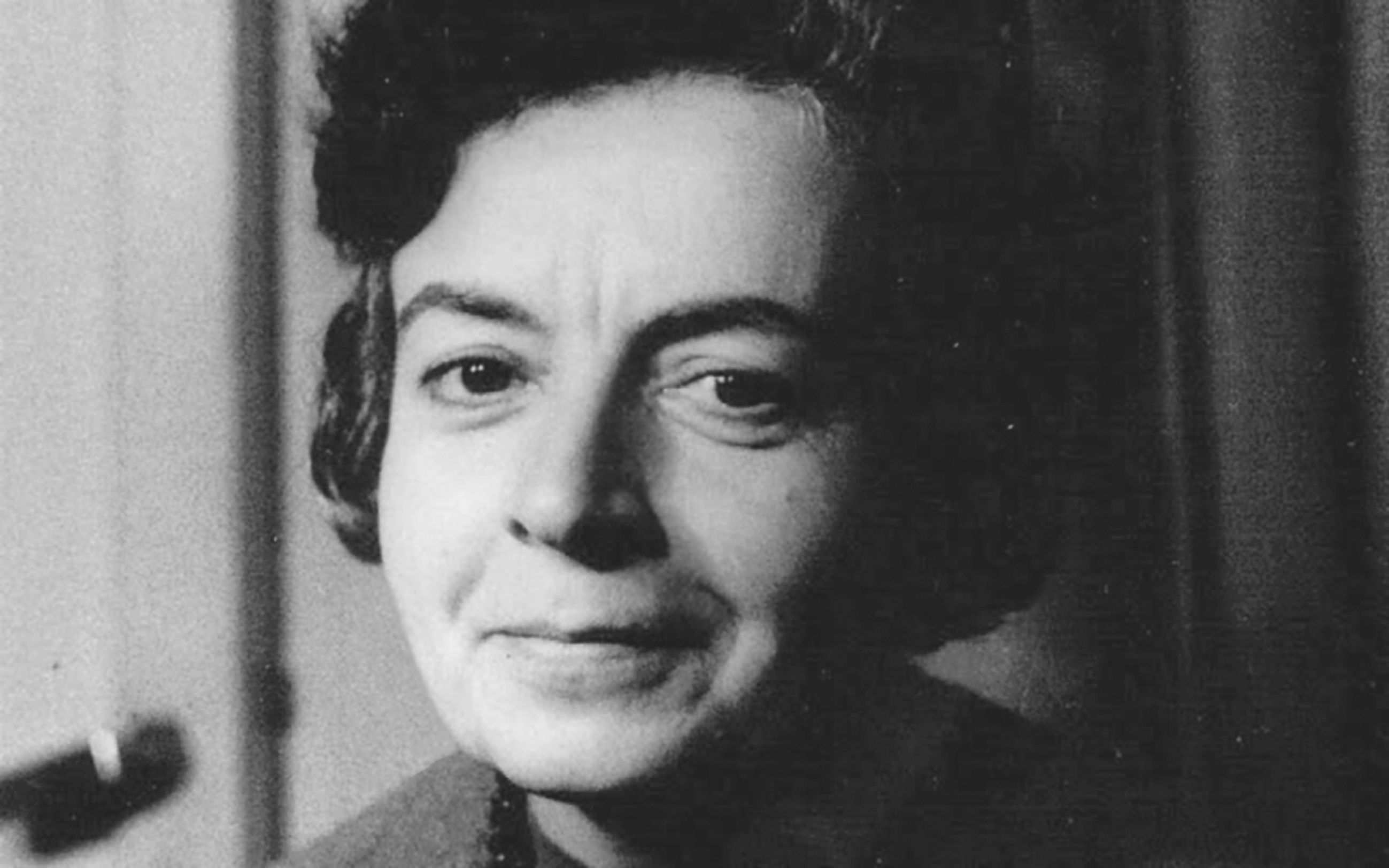
Emma Barrandéguy en 1980.

Otra obra lésbica de importancia histórica es la novela Habitaciones (2002), de Emma Barrandéguy. Aunque fue publicada en el siglo XXI, fue escrita originalmente a finales de la década de 1950. La obra está compuesta por una serie de reflexiones que entremezclan narrativa y autobiografía, para contar la historia de E., una mujer casada que tiene amoríos con hombres y mujeres. De particular importancia en la obra es la relación entre el espacio público y el privado para Barrandéguy, como se puede constatar a continuación:

Hablamos. Y deseé acercarme y besarla, por cariño y un poco, porque siempre deseaba hacer escenas de amor desafiando a la gente, en los cines o en las arboladas. Los autos se sucedían por el camino vecino y, de ser posible, hubiera sido lindo poder escuchar los comentarios indignados de los que pasaban.

### Últimos años delsigloXX
Las últimas décadas del siglo XX, coincidiendo con el proceso de recuperación de la democracia, vieron la aparición de obras LGBT que abordaron el erotismo y el placer sexual más abiertamente que sus predecesoras. Se pueden mencionar novelas como La brasa en la mano de Oscar Hermes Villordo, publicada en 1983, aunque escrita décadas atrás, que sigue a un muchacho de veinte años (alter ego del autor) y describe los espacios concurridos por personas LGBT de la época a través de los encuentros sexuales callejeros que tiene con marineros, soldados, choferes y prostitutos. Otro ejemplo es la novela Lo impenetrable (1984), de Griselda Gambaro, originalmente pensada para un concurso español de literatura erótica y que cuenta como protagonista a Madame X, una mujer que a lo largo de la obra explora sus deseos sexuales y tiene encuentros tanto con hombres como con mujeres, algunas veces con más de una persona a la vez. Dentro del contexto argentino, Lo impenetrable se ubica junto a una serie de obras de autoras feministas que, tras la dictadura, empezaron a publicar obras que desafiaran las ideas tradicionales sobre sexualidad y deseo femenino, y entre las que también se pueden incluir obras como Canon de alcoba (1988), de Tununa Mercado, que incluye cuentos de temática lésbica como «El recogimiento» y «Oír».
De la década de 1980 también se puede mencionar el relato «Los intrusos» (1989), de Martha Mercader, que muestra una reescritura en clave queer del cuento «La intrusa» (1970), de Jorge Luis Borges. En el relato de Borges, dos hermanos se obsesionan por una mujer llamada Juliana y terminan asesinándola para restablecer la relación entre ambos. Algunos académicos han interpretado a los protagonistas del cuento de Borges como dos hombres que utilizan a Juliana como medio para expresar la atracción homosexual entre ellos. El cuento de Mercader vuelve esta atracción explícita y termina la historia con los dos aceptando sus sentimientos por el otro. Otros cuentos de Borges que han recibido interpretaciones homoeróticas incluyen: «El encuentro», «El duelo» y «El otro duelo». Silvina Ocampo, por su lado, también publicó en estos años algunos cuentos catalogados como homoeróticos, aunque en su caso sobre mujeres, específicamente «Memorias secretas de una muñeca» (1987) y «El piano incendiado» (1988).

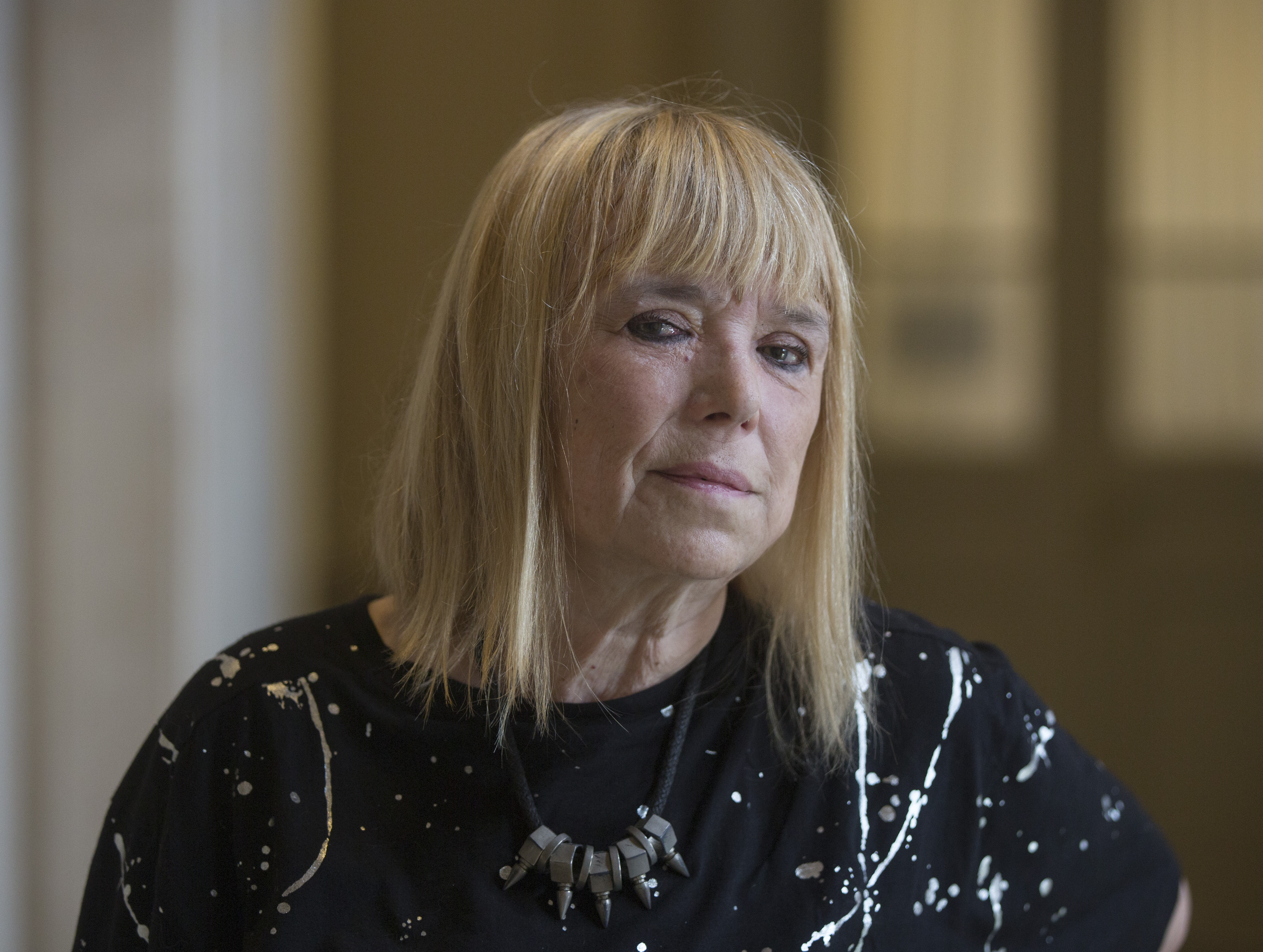
María Moreno en 2020.

La creciente influencia del feminismo en la literatura local de la época tiene entre sus principales figuras a la escritora María Moreno, quien de 1988 a 1991 escribió la columna «La mujer pública» en la revista Babel. En 1992, Moreno publicó su única novela, El affair Skeffington, en que reconstruye la vida de una autora estadounidense ficticia llamada Dolly Skeffington a través de un manuscrito encontrado por Moreno que incluía un diario filosófico y un poemario, ambos supuestamente escritos por Skeffington. A través de estos textos, que transitan entre diversos géneros literarios, Moreno reconstruye la vida de la escritora y su viaje a París, donde encuentra una ciudad bohemia donde puede vivir su sexualidad sin las restricciones de su país de origen.
Además de El affair Skeffington, durante la década de 1990 destacan novelas como Plástico cruel (1992), de José Sbarra, que narra el enamoramiento de una poeta travesti llamada Bombón por un muchacho del campo llamado Axel al que conoce en un baño público; o la novela autobiográfica Un año sin amor (1998) de Pablo Pérez, en la que explora en forma de diario su experiencia viviendo con VIH en la época en que la enfermedad dejó de ser una sentencia de muerte, y que fue continuada en El mendigo chupapijas, secuela publicada por entregas. Otras obras notables de estos años son: Nuestra señora de la noche (1997) de Marco Denevi, cuyo título hace referencia a la novela Nuestra señora de las flores (1943) del francés Jean Genet y que transcurre en un bar en el que transitan personas de diversas orientaciones sexuales que aman a otros sin reparos; y Nombre de guerra (1999) de Claudio Zeiger, donde cuenta la historia de un joven prostituto llamado Andrés y sus aventuras con su amigo Pablo.
De acuerdo al académico Adrián Melo, la última novela argentina notoria del siglo XX en emplear una historia con personajes LGBT para explorar temas políticos fue Plata quemada, publicada en 1997 por Ricardo Piglia. La obra, inspirada por un crimen real ocurrido en 1965, sigue la historia del Nene Brignone y el Gaucho Dorda, una pareja de criminales gais que roban un banco y que, al verse acorralados por la policía, queman todo el dinero de su botín. Según afirma Melo, Piglia utiliza en la novela el hecho cumbre de la trama como crítica a los políticas argentinas de la época y la quema del dinero viene a representar un rechazo frontal a los ideales neoliberales. A causa de ello, los criminales deben pagar poco después con sus vidas tal hazaña:

Por fin Dorda llegó junto al Nene y lo arrastró hacia la pared, a cubierto, y lo levantó contra su cuerpo, lo tendió sobre él, abrazado, semidesnudo. Se miraron; el Nene se moría. El Gaucho rubió le limpió la cara y trató de no llorar(...) Y después se alzó un poco el Nene, se apoyó en un codo y le dijo algo al oído que nadie pudo oír, una frase de amor, seguramente, dicha a medias o no dicha, tal vez pero sentida por el Gaucho que lo besó mientras el Nene se iba.

## SigloXXI
En el siglo XXI aumentó la cantidad de obras con temática LGBT, con autores como Gabriela Massuh, Anshi Moran, Susy Shock, Naty Menstrual, Facundo R. Soto, Susana Guzner o Patricia Kolesnicov. Entre las obras más conocidas de la época se ubican novelas como El común olvido (2002), de Sylvia Molloy, que posee rasgos de autoficción y que sigue la historia de un joven homosexual llamado Daniel que viaja de Estados Unidos a Argentina para buscar la verdad sobre el pasado de su madre y la relación amorosa que mantuvo con una mujer llamada Charlotte; El niño pez (2004), de Lucía Puenzo, que sigue el romance de una muchacha de clase alta llamada Lala con la Guayi, su mucama paraguaya, y que fue adaptada al cine por la propia autora; y Ladrilleros (2013), de Selva Almada, donde narra el romance entre dos muchachos en medio de la rivalidad de sus familias, en una especie de paralelo homosexual de la trama de Romeo y Julieta. También destacan las obras del poeta punk Ioshua, quien comenzó su carrera literaria en la década de 2000 y entre cuyas temáticas principales está el deseo homosexual en los barrios marginales del Gran Buenos Aires.

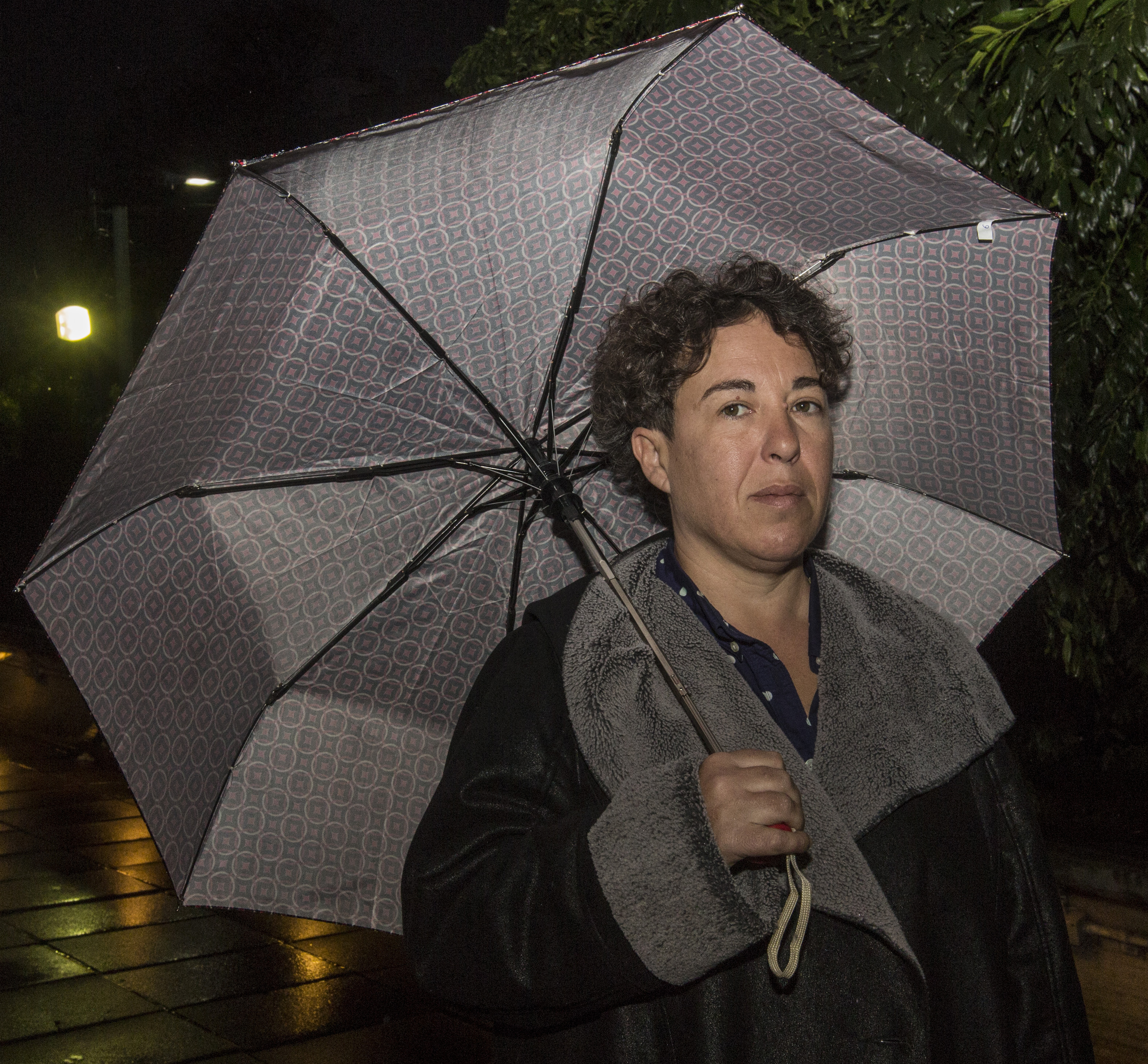
Gabriela Cabezón Cámara en 2016

En particular ha destacado la figura de Gabriela Cabezón Cámara, que empezó a explorar el tema de la diversidad sexual con su novela La Virgen Cabeza (2009), cuya trama cuenta la historia de Cleopatra, una travesti que se convierte en líder religiosa de una villa miseria y quien posteriormente inicia una relación lésbica con una periodista llamada Qüity. Cabezón Cámara volvió a abordar relaciones lésbicas en sus novelas Romance de la negra rubia (2014) y Las aventuras de la China Iron (2017), con la que alcanzó éxito crítico a nivel internacional y fue nominada al prestigioso Premio Booker Internacional en 2020. En esta obra, la autora toma al personaje de la pareja de Martín Fierro, conocida como «la china», y la convierte en protagonista de una historia con la que realiza una exploración en clave queer de la literatura gauchesca.

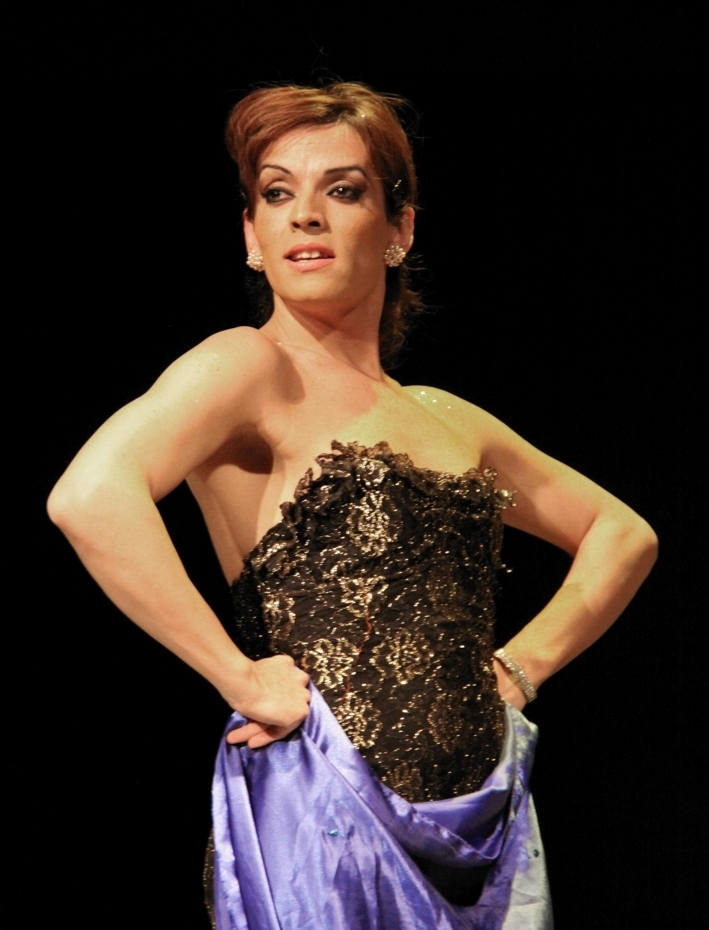
Camila Sosa Villada en 2019.

También ha alcanzado gran éxito en el género la escritora transgénero Camila Sosa Villada, con obras como Tesis sobre una domesticación y particularmente con Las malas (2019), novela en que retrata la vida de un grupo de travestis dedicadas a la prostitución como forma de sobrevivir y que se convirtió en un éxito nacional de ventas, con ocho ediciones publicadas en su primer año solo en Argentina. Esta obra le valió además el Premio Sor Juana Inés de la Cruz en su edición de 2020.
La literatura transgénero también ha visto un apogeo reciente, con autoras como I Acevedo, Carolina Unrein, Marlene Wayar y la propia Camila Sosa Villada.